# Athetis scotopis
Athetis scotopis là một loài bướm đêm trong họ Noctuidae.